# Трошани, Николя
Николя Трошани (алб. Nikollë Troshani; 14 мая 1915, Трошан, Княжество Албания — 24 мая 1994, Тирана, Албания) — албанский католический прелат. Титулярный епископ Циамуса с 18 апреля 1958 по 24 мая 1994 года. Апостольский администратор Дурреса с 18 апреля 1958 по 1991 год.

## Биография
Родился 14 мая 1915 года в селе Трошан. Происходил из бедной крестьянской семьи. Отец Трошани был убит до его рождения. В 1927 году поступил в Малую семинарию в городе Шкодер и в том же году вступил в Общество Иисуса. Продолжил богословское образование в Падуе, завершив которое, 8 марта 1941 года был рукоположен в священники. Служил в приходах деревень Кальмети и Зеймен.
31 августа 1946 года был арестован офицерами Сигурими и обвинён в шпионаже в пользу Ватикана. Трошани приговорили к двенадцати годам лишения свободы. После выхода из тюрьмы в 1958 году служил в приходе в горах Вела. 18 апреля 1958 года папа Пий XII назначил его титулярным епископом Цисамуса и апостольским администратором Дурреса. 25 мая 1959 года Трошани был рукоположен в епископы апостольским администратором Шкодера, архиепископом Эрнестом Чоба.
В 1967 году власти в Албании объявили страну атеистическим государством и запретили любую пастырскую деятельность. Трошани пришлось оставить приход в горах Вела и скрываться. 12 ноября 1972 года, во время визита к двоюродному брату в Шкодере, он был арестован офицерами Сигурими и подвергнут пыткам. Епископа приговорили к двадцати пяти годам лишения свободы. 13 января 1986 года его досрочно освободили из тюрьмы во Влёре, и он поселился в городе Лежа .
Николя Трошани — единственный римско-католический епископ, переживший период религиозных преследований в Албании с 1967 по 1990 год. 18 июля 1991 года он отправился в Рим, где 7 августа его принял на аудиенции папа Иоанн Павел II. В том же году в связи с преклонным возрастом и состоянием здоровья Трошани вышел на покой. Он умер в 1994 году и был похоронен на католическом кладбище в Кальмети.